# TROPICS
Pour les articles homonymes, voir Tropics.
TROPICS (acronyme de Time-Resolved Observations of Precipitation structure and storm Intensity with a Constellation of Smallsats) est une mission de l'agence spatiale américaine, la NASA, dont l'objectif est l'observation à fréquence rapprochée des cyclones tropicaux. La mission repose sur une constellation de 6  nano-satellites de format CubeSat 3U circulant sur une orbite terrestre basse à 600 km d'altitude avec une inclinaison orbitale de 30°. 

## Objectif scientifique
Chacun des six CubeSat emporte un radiomètre effectuant des mesures dans 12 longueurs d'onde dans le spectre des micro-ondes. Les satellites circulent sur trois plans orbitaux permettant une fréquence élevée de passage (médiane 60 minutes). Les données recueillies doivent permettre de dresser une carte tridimensionnelle de la température et de l'humidité ainsi que de la structure horizontale des nuages de glace et des précipitations. L'objectif scientifique de la mission est l'étude de la thermodynamique de la troposphère et de la structure des précipitations des tempêtes tropicales à l’échelle moyenne et synoptique sur tout le cycle de vie d'une tempête. 

## Histoire
Les progrès dans le domaine de la miniaturisation de l'instrumentation scientifique ainsi que le développement du format CubeSat amène le Massachusetts Institute of Technology (MIT) à concevoir avec  un financement de l'Armée de l'Air américaine et de la NOAA un  CubeSat 3U expérimental, baptisé MicroMAS-1 (acronyme de Micro-sized Microwave Atmospheric Satellite), emportant un radiomètre micro-ondes à 9 canaux.  Celui-ci est placé en orbite en 2014 et déployé depuis la Station spatiale internationale en mars 2015 pour une mission de 100 jours qui doit valider le fonctionnement du bus et de l'instrument. MicroMAS-2, une version plus poussée emportant un radiomètre à 12 canaux, est placée en orbite début 2018. TROPICS est une version opérationnelle de ce satellite qui est sélectionnée par la NASA en 2016  dans le cadre de son programme Earth Venture. Le Massachusetts Institute of Technology (MIT) a la responsabilité scientifique de la mission.  La constellation doit être placée en orbite courant 2022. La mission primaire a une durée d'un an. 

## Caractéristiques techniques
TROPICS comprend 6 nano-satellite de format CubeSat 3U. Ce format normalisé utilisé couramment pour les satellites de très petite taille limite les dimensions du satellite au lancement à 10 x 10 x 34 cm (soit trois cubes de 10 centimètres de côté) et sa masse à 3,8 kg. La plateforme abritant les servitudes utilise 2U tandis que le troisième cube est occupé par le radiomètre qui est maintenu en rotation avec une vitesse constante de 30 tours par minute. Le contrôle d'attitude est pris en charge par un système XACT de Blue Canyon Technologies acquis sur étagère. Celui-ci comprend un viseur d'étoiles , une centrale à inertie, des roues de réaction et des capteurs solaires. La précision de pointage obtenue est de 0,2°. Les panneaux solaires, déployés en orbite, fournissent environ 9,1 watts. Le débit de l'émetteur radio est de 16 kilobits par seconde.

## Historique des lancements
| Désignation                     | Date de lancement | Lanceur    | Référence COSPAR | Commentaire           | Statut |
| ------------------------------- | ----------------- | ---------- | ---------------- | --------------------- | ------ |
| TROPICS 01 (TROPICS Pathfinder) | 30 juin 2021      | Falcon 9   | 2021-059Y        |                       | succès |
| TROPICS 02                      | 12 juin 2022      | Rocket 3.3 | 2022-F03         | Lancé avec TROPICS 04 | Échec  |
| TROPICS 03                      | 26 mai 2023       | Electron   |                  | Lancé avec TROPICS 07 | succès |
| TROPICS 04                      | 12 juin 2022      | Rocket 3.3 | 2022-F03         | Lancé avec TROPICS 02 | Échec  |
| TROPICS 05                      | 08 mai 2023       | Electron   |                  | Lancé avec TROPICS 05 | succès |
| TROPICS 06                      | 08 mai 2023       | Electron   |                  | Lancé avec TROPICS 07 | succès |
| TROPICS 07                      | 26 mai 2023       | Electron   |                  | Lancé avec TROPICS 03 | succès |